# Leucodistròfia metacromàtica
La leucodistròfia metacromàtica MLD, també anomenada deficiència d'arilsulfatasa A, és una malaltia d'emmagatzematge lisosomal, que es classifica de forma comuna dins de la família de les leucodistròfies. Les leucodistròfies afecten al creixement i/o desenvolupament de la mielina, la coberta greixosa que actua com a aïllant al voltant de les fibres dels nervis al llarg dels sistemes nerviosos perifèric i central. Inclou l'acumulació de sulfatats.

## Causes
La leucodistròfia metacromàtica (MLD) està directament causada per una deficiència de l'enzim arilsulfatasa A i està caracteritzada habitualment per una activitat enzimàtica que és inferior al 10% dels controls humans. Sense aquest enzim, els sulfatats s'acumulen a diversos teixits del cos, i eventualment destrueixen les beines de mielina de les cèl·lules del sistema nerviós. La beina de mielina és una coberta greixosa que protegeix les fibres dels nervis. Sense ella, els nervis del cervell (Sistema nerviós central - SNC) i els nervis perifèrics (sistema nerviós perifèric – SNP) que controlen, entre altres coses, els músculs relatius a la mobilitat, deixen de funcionar correctament.
Un estudi recent concloïa que els sulfatats no són completament responsables de la MLD, ja que aquests no són tòxics. S'ha suggerit que els lisosufatats, sulfatats que se'ls ha arravatat el seu grup acil, tenen un paper important a causa de les seves propietats citotòxiques in vitro

## Genètica

Patró d'herència dels gens autosòmics recessius

La MLD té un patró d'herència paterna autosòmic recessiu. Les probabilitats d'herència per naixement són les següents:
- Si els dos progenitors són portadors:

- 25% (1 de cada 4) dels infants manifestaran la malaltia
- 50% (2 de cada 4) dels infants seran portadors (però no afectats)
- 25% (1 de cada 4) dels infants romandran lliures de MLD – infants no afectats que no són portadors

- Si un progenitor està afectat per la malaltia i l'altre està lliure de MLD:

- 0% (cap) dels infants manifestarà la malaltia – només un dels progenitors la manifesta, l'altre sempre dona el gen normal
- 100% (tots) dels infants seran portadors (però no la manifestaran)

- Si un progenitor és portador i l'altre està lliure de MDL:

- 50% (1 de cada 2) dels infants serà portador (però no la manifestaran)
- 50% (1 de cada 2) dels infants estaran lliures de MLD (infants no afectats que no són portadors)

A més d'aquestes freqüències hi ha una 'pseudo'-deficiència que afecta el 7% de la població. Les persones amb la pseudo-deficiència no tenen cap dels problemes de la MDL llevat que també siguin portadors o afectats per la malaltia. La pseudo-deficiència es detecta com un nivell baix de l'enzim, però els sulfatats es processen normalment, per tant no es presenten símptomes.

## Símptomes i formes
Igual que molts altres trastorns genètics que afecten el metabolisme dels lípids, hi ha diverses formes de MLD, que són la infantil tardana, la juvenil i l'adulta. En la forma infantil tardana, que és la més comuna de MLD (50-60%), els nens afectats comencen a tenir dificultats per caminar després del primer any de vida, en general durant els 15-24 mesos. Els símptomes inclouen atròfia i debilitat muscular, rigidesa muscular, retard en el desenvolupament, pèrdua progressiva de la visió que deriva en ceguesa, convulsions, problemes de deglució, paràlisi i demència. Els nens poden caure en estat de coma. Sense tractament, la majoria dels nens amb aquesta forma de MLD moren als 5 anys, sovint molt abans. Els nens que manifesten la forma juvenil de MLD (entre els 3-10 anys) normalment tenen baix rendiment escolar, retard mental i demència. Després desenvolupen símptomes semblants als de la forma infantil tardana, però amb una progressió més lenta. L'edat de la mort varia, però normalment està compresa entre els 10 i 15 anys després de l'aparició dels símptomes, encara que alguns joves poden viure diverses dècades més. La forma adulta en general comença després dels 16 com un trastorn psiquiàtric o demència progressiva. L'edat adulta MLD progressa més lentament que les formes infantil tardana i juvenil, amb un curs prolongat d'una dècada o més. Els malalts tenen baixos nivells de l'enzim en comparació amb els membres de les seves famílies respectives (nivells "normals" varien de família en família), però fins i tot baixos nivells d'enzims són suficients per processar el sulfatat del cos.

## Tractament
No hi ha cura per a la MLD, i no hi ha un tractament estàndard. Es tracta d'una malaltia terminal. Nens amb la forma juvenil avançada o inicis de l'adulta i infantil tardana amb símptomes tenen tractament limitat al dolor i al control dels símptomes. Pacients en estat pre-simptomàtic de la forma infantil tardana, així com aquells amb la forma juvenil o adulta també en estat pre-simptomàtic o que presenten símptomes de lleus a moderats, tenen l'opció de sotmetre's a un trasplantament de medul·la òssia (incloent trasplantament de cèl·lules mare), que està sent investigat per veure si es pot retardar la progressió de la malaltia o aturar el seu avanç en el sistema nerviós central. No obstant això, els resultats en el sistema nerviós perifèric han estat menys dramàtics, i els resultats a llarg termini d'aquests tractaments han estat contradictoris.
Diverses opcions de tractament per al futur estan sent investigades actualment. Això inclou la teràpia gènica i teràpia de reemplaçament enzimàtic (TRE), la teràpia de reducció de substrat (SRT), i la teràpia millora potencialment l'enzim (EET).
Un equip d'investigadors i algunes fundacions van formar en 2008 un registre internacional de MLD per crear un dipòsit comú d'informació, incloent la seva història natural. Aquest consorci disposava de recursos acadèmics, científics i industrials. Va ser iniciat el gener de 2010.
Les cures pal·liatives poden ajudar a alleugerir molts dels símptomes i en general milloren la qualitat de vida i la longevitat.

## Investigacions per la cura i assajos clínics
Diversos assajos s'estan realitzant per continuar millorant l'efectivitat i reduint els riscos dels trasplantaments de medul·la òssia i cèl·lules mare. S'estan fent estudis d'altres mètodes com el trasplantament de sang del cordó umbilical o bé la reducció de les rutines de preparació.

### Teràpia gènica
Hi ha dos enfocaments diferents per a la teràpia gènica que estan sent analitzats per aplicar-los a la MLD. Un grup científic francès està intentant desenvolupar una injecció directa al cervell. Preveuen iniciar els assajos clínics a partir del 2012. La recopilació per les etapes I/II d'un assaig clínic van començar formalment a Itàlia el 24 de març del 2010 després de ser aprovat per les autoritats italianes. Els investigadors de l'Institut San Rafael Telethon especialitzat en teràpia gènica a Milà (Itàlia) estan provant l'eficàcia i seguretat de fer un autotransplantament de cèl·lules mare hematopoiètiques (HSCT) que doni lloc a un enzim ARSA super-terapèutic en el sistema nerviós a partir de cèl·lules sanguínies. Utilitzant les mateixes cèl·lules mare del pacient, havent estat sotmeses a correccions en els gens precisos, hauria de reduir o eliminar les complicacions de la malaltia empelt contra hoste i proporcionar una solució a llarg termini amb una adequada expressió d'ARSA en els pacients amb MLD. Els tests realitzats en animals van donar resultats positius.
- Els criteris d'inclusió són per la forma presimptomàtica tardana infantil i les formes prejuvenils i juvenils primerenques.[8][9]
- L'assaig té lloc en un sol centre a Milà (Itàlia), dura tres anys i totes les despeses són pagades pels mateixos investigadors. Quatre pacients s'han inscrit però el procés d'admissió encara es troba en curs.[nota 1]

### Teràpia de reemplaçament d'enzims (TRE)
ha suspès la teràpia de reemplaçament de gens per via intravenosa HGT-1111 perquè s'ha comprovat que no tenia efectes suficients. S'estan reprenent les investigacions en el producte ERT intratecal HGT-1110. Els treballs en HGT-1110 van parar-se definitivament quan va adquirir-se el producte HGT-1111 a l'abril de 2008. El producte HGT-1110 de Shire és considerat medicament orfe tant a Europa com als Estats Units. (9/2010) L'actualment cancel·lat HGT-111 havia complert les fases I/II dels assajos en Europa al Setembre del 2008. Les dades inicials semblaven prometedores, però les dades recollides durant el període d'accés, on tots els pacients van haver de prendre una dosi uniforme més elevada, no van mostrar beneficis pràctics o avantatges. Els resultats de l'assaig es va presentar en la reunió de ACMG al març del 2009. Un vídeo resum de les fases I/II i un debat de l'assaig clínic internacional sobre aquestes fases van ser presentats en la reunió d'ACMG, a Múnic, Març del 2009 i van ser actualitzades durant el Juny del 2009 en el congrés de Valley Forge MLD Family Conferences meetings (Filadèlfia, PA). No hi ha dades publicades accessibles de l'estudi “post-trial”. HGT-111 (formalment conegut com a Metazyme) va ser desenvolupat per una companyia danesa, Zymenex, i la va adquirir Shire HGT el 24 d'abril del 2008. El fàrmac ha assolit la categoria de fàrmac orfe en els Estats Units i a la Unió Europea. Amb l'adquisició de HGT-111, l'abril del 2008, Teràpies Genètiques Humanes Shire està accelerant aquesta nova teràpia intravenosa ERT davant del seu desenvolupament intern i ha deixat de banda TRE HGT-1110 intratecal.

### Teràpia per reducció de substrat
Zacharon Farmacèutics de San Diego està iniciant un nou descobriment d'un fàrmac per MLD. Aquest programa es basa en l'ús de proves que mesuren l'acumulació de sulfatat en cultius de fibrolasts com a medi per descobrir i desenvolupar petites molècules terapèutiques per MDL. Aquest enfocament difereix d'altres enfocaments que han mesurat l'activitat enzimàtica per descobrir fàrmacs efectius. A partir del juliol del 2011, Zacharon ha començat a adaptar els assajos que van desenvolupar per altres malalties de dipòsit lisosomal per veure si podrien ésser empleades per descobrir i desenvolupar fàrmacs per MLD.
- El Sistema de Salut de Cooper (Nova Jersey) ha tancat recentment la inscripció a un assaig clínic en curs per determinar la seguretat i eficàcia de la Vitamina K antagònica (warfarin) per al tractament de la leucodistròfia metacromàtica. (MLD)[16]